# Чемпионство TNT AEW
Чемпионство TNT AEW (англ. AEW TNT Championship) — второстепенное телевизионное чемпионство в американском реслинг-промоушене, созданное и продвигаемое All Elite Wrestling (AEW). Мужской одиночный титул в AEW. О титуле стало известно 30 марта 2020 года, а представлен 23 мая 2020 года на Double or Nothing (2020). Титул получил название в честь телевизионной сети TNT, которая на момент запуска чемпионата транслировала флагманскую программу AEW — AEW Dynamite. Коди — первый чемпион, завоевавший титул на Double or Nothing 23 мая 2020 года.

## История создания
В сентябре 2019 года, за месяц до того, как All Elite Wrestling (AEW) запустили свою еженедельную телевизионную программу, исполнительный вице-президент AEW и действующий рестлер Коди упомянул, что в федерации в конечном итоге появится телевизионное чемпионство, но в то время в компании всё внимание было сосредоточено на других недавно созданных титулах. В феврале 2020 года американский журналист, обозреватель реслинга и смешанных боевых единоборств Дэйв Мельцер прямо спросил Коди о возможности введения второго одиночного мужского чемпионата. В разговоре Коди не подтвердил и не отрицал того, что в дальнейшем в промоушене появится второй второстепенный чемпионат. В следующем месяце, 30 марта, на официальном YouTube-канале AEW на очередном подкасте ROAD TO DYNAMITE было официально объявлено о введении второстепенного чемпионата. Комментатор и старший продюсер AEW Тони Шавони сообщил, что будет проведен отборочный турнир из восьми претендентов, в котором определится первый в истории чемпион TNT AEW. Турнир начался на очередном эпизоде Dynamite от 8 апреля, а финал состоялся 23 мая на PPV Double or Nothing (2020). На эпизоде Dynamite от 29 апреля Коди и Лэнс Арчер выиграли свои отборочные полуфинальные матчи выйдя в финал друг против друга, на итоговый чемпионский матч. На PPV Double or Nothing (2020) Коди победил Лэнса Арчера, тем самым став первым чемпионом. Специальный гость Майк Тайсон перед матчем представил новый временный дизайн пояса, а после победы Коди вручил его ему лично.
Чемпионат назван в честь телевизионной сети TNT которая до 29 декабря 2021 года транслировала флагманскую программу AEW AEW Dynamite. На сегодняшний день TNT транслирует второй еженедельник от AEW AEW Rampage. В пресс-релизе о чемпионате TNT президент и генеральный директор AEW Тони Хан заявил::
Вполне уместно, что чемпионат и титульный пояс будут носить логотип всемирно уважаемого бренда TNT, и что чемпионы будут представлять не только AEW, но и одного из самый популярных вещателей с отличным качеством картинки, охватывающую огромную территорию и имеющих большую зрительскую аудиторию. К тому же Хан упомянул о серьёзной истории трансляции рестлинг передач на TNT в предыдущие годы.
Во время специальном выпуска Dynamite Brodie Lee Celebration of Life в память о внезапно умершем, бывшем чемпионе Мистр Броди Ли (Джон Хубер) от 30 декабря 2020 года AEW, объявили, что отзывают оригинальную версию титула с красным ремнём, которая использовалась до момента смерти Джона Хубера в честь его памяти, который был вторым чемпионом под ринг-неймом Мистр Броди Ли. Финальный матч Броди Ли состоялся на специальном выпуске Dynamite 30 лет карьеры Криса Джерико от 7 октября, где он проиграл титул Коди Роудсу в матче с ошейникам. Сам титул был передан сыну Джона Хубера, Броди Ли младшему (Броди Хубер), которого президент и генеральный директор AEW Тони Хан удостоил звания «пожизненного чемпиона TNT». Комментатор AEW Тони Шавони пояснил, что снят с использования только текущий дизайн, а не сам чемпионат. Новая версия титула с черным ремнём вместо красного была представлена чемпионом Дарби Аллином во время специального выпуска Dynamite New Year's Smash от 6 января 2021 года.

### Дизайн пояса

Оригинальный вариант чемпионского пояса, переданный в постоянное пользование сыну второго чемпиона Мистра Броди Ли (Джон Хьюбер) Броди Ли младшему (Броди Хубер), после смерти отца

Итоговый чемпионский пояс имел шесть пластин на красном кожаном ремне. На центральной пластине, в центре заметно выделяется золотистый логотипом сети TNT. В верхней части пояса находится логотип AEW, а в нижней на красной ленте надпись "Чемпион" (англ. Champion). Пояс отдалённо напоминает бывший титул Мирового телевизионного чемпиона NWA, который также имел красный ремень, а нынешний менеджер первого чемпиона Коди Арн Андерсон, имеет в активе самое продолжительно комбинированное чемпионство. На двух внутренних боковых плитах изображено здание "Tara on Techwood" (1050 Techwood Drive), которое в настоящее время является одним из центральных офис капусов AT&T, изначально которое было одним из офисов CNN, TBS и TNT, рядом с внутренней ареной Павильон Маккэмиш. Две внешние боковые пластины имеют логотип AEW, и одна третья пластина с правой стороны ремня так же имеет логотип AEW. Первоначально пояс был представлен 23 мая на Double or Nothing (2020) в незавершённом варианте, для вручения Коди после победы в финале турнира, титул представил легенда бокса Майком Тайсоном. Временный вариант титула имел серебряное покрытие, а логотип TNT был чёрный. Комментатор Тони Скьявоне заявил, что доработка пояса была временно приостановлена из-за пандемии COVID-19, а окончательная версия будет иметь золотое покрытие и будет представлена позже. Пояс был изготовлен Роном Эдвардсоном который решил выделить его красной кожей, он уже разрабатывал для AEW пояса Командное чемпионов. Далее он уточнил, что финальная версия Чемпионата TNT будет иметь серебристое покрытие в дополнение к позолоте, а также "рельефный логотип TNT". Завершенная версия пояса была показана в твиттере на странице AEW, за несколько часов до очередного эпизода Dynamite от 12 августа, где титул с новым дизайном был вручён Коди после победы над Скорпио Скай.
После внезапной смерти второго обладателя чемпионского титула Мистр Броди Ли в декабре 2020 года AEW решили отозвать оригинальную версию чемпионского титула с красным кожухом, которая использовалась компанией до момента смерти бывшего чемпиона. (по аналогии с тем, как в спорте снимают персональный номер который использовал спортсмен). Во время специального выпуска Dynamite New Year's Smash от 6 января 2021 года Дарби Аллин представила новый пояс, который имеет точно такой же дизайн, что и предыдущий, но на черном кожаном ремне вместо красного.

#### Специальные версии
- Кастомный титул чемпиона TNT, вариант для Миро (14 июля — 29 сентября 2021)[27]
- Кастомный титул чемпиона TNT, вариант для Сэмми Гевары (29 сентября — 22 декабря 2021)[28] Титул идентичен оригинальной версии, но украшен стразами на центральной пластине вокруг надписи TNT.[29]

## Турнир чемпионата

### Таблица турнира за титул чемпиона TNT AEW

Временный вариант чемпионского пояса представленный Майком Тайсоном для награды Коди после победы в финале турнира

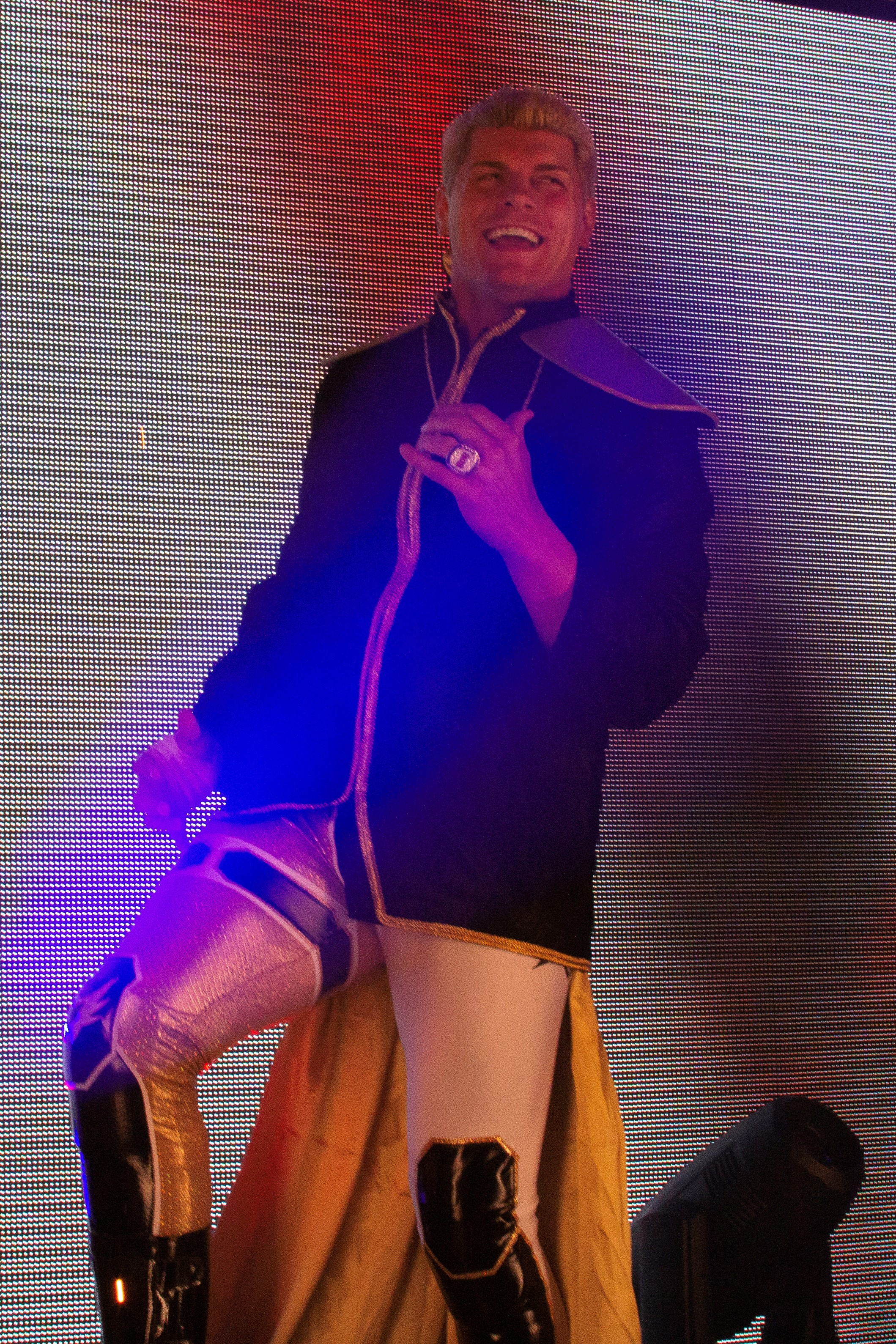
Первый Чемпион TNT AEW, Коди

Первые участники турнира за чемпионство TNT были объявлены на очередном выпуске AEW Dark 31 марта, оставшиеся были объявлены на очередном выпуске AEW Dynamite. Турнир начался 8 апреля на одном из выпусков AEW Dynamite и завершился на Double or Nothing (2020) 23 мая.
|  | Четвертьфиналы Dynamite 8, 15, 22 апреля 2020 года | Четвертьфиналы Dynamite 8, 15, 22 апреля 2020 года | Четвертьфиналы Dynamite 8, 15, 22 апреля 2020 года |                  |                 | Полуфиналы Dynamite 29 апреля 2020 года | Полуфиналы Dynamite 29 апреля 2020 года | Полуфиналы Dynamite 29 апреля 2020 года |  |  | Финал Double or Nothing (2020) 23 мая 2020 года | Финал Double or Nothing (2020) 23 мая 2020 года | Финал Double or Nothing (2020) 23 мая 2020 года | Финал Double or Nothing (2020) 23 мая 2020 года | Финал Double or Nothing (2020) 23 мая 2020 года |
|  |                                                    |                                                    |                                                    |                  |                 |                                         |                                         |                                         |  |  |                                                 |                                                 |                                                 |                                                 |                                                 |
|  | Флаг США                                           | Коди                                               | Проходит в полуфинал                               |                  |                 |                                         |                                         |                                         |  |  |                                                 |                                                 |                                                 |                                                 |                                                 |
|  | Флаг Канады                                        | Шон Спирс                                          | 21:38 Удержание                                    |                  |                 |                                         |                                         |                                         |  |  |                                                 |                                                 |                                                 |                                                 |                                                 |
|  | Флаг Канады                                        | Шон Спирс                                          | 21:38 Удержание                                    |                  | Флаг США        | Коди                                    | Проходит в финал                        |                                         |  |  |                                                 |                                                 |                                                 |                                                 |                                                 |
|  |                                                    |                                                    |                                                    |                  | Флаг США        | Коди                                    | Проходит в финал                        |                                         |  |  |                                                 |                                                 |                                                 |                                                 |                                                 |
|  |                                                    | Флаг США                                           | Дарби Аллин                                        | 20:10 Удержание  |                 |                                         |                                         |                                         |  |  |                                                 |                                                 |                                                 |                                                 |                                                 |
|  | Флаг Кубы                                          | Флаг США                                           | Дарби Аллин                                        | 20:10 Удержание  | Сэмми Гевара    | 10:50 Удержание                         |                                         |                                         |  |  |                                                 |                                                 |                                                 |                                                 |                                                 |
|  | Флаг Кубы                                          |                                                    |                                                    |                  | Сэмми Гевара    | 10:50 Удержание                         |                                         |                                         |  |  |                                                 |                                                 |                                                 |                                                 |                                                 |
|  | Флаг США                                           | Дарби Аллин                                        | Проходит в полуфинал                               |                  |                 |                                         |                                         |                                         |  |  |                                                 |                                                 |                                                 |                                                 |                                                 |
|  |                                                    |                                                    |                                                    |                  |                 |                                         |                                         |                                         |  |  | Флаг США                                        | Коди                                            | Чемпион                                         |                                                 |                                                 |
|  |                                                    |                                                    | Флаг США                                           | Лэнс Арчер       | 22:00 Удержание |                                         |                                         |                                         |  |  |                                                 |                                                 |                                                 |                                                 |                                                 |
|  | Флаг США                                           | Дастин Роудс                                       | Проходит в полуфинал                               |                  |                 |                                         |                                         |                                         |  |  |                                                 |                                                 |                                                 |                                                 |                                                 |
|  | Флаг Англии · Флаг Великобритании                  | Кип Сабиан                                         | 14:10 Удержание                                    |                  |                 |                                         |                                         |                                         |  |  |                                                 |                                                 |                                                 |                                                 |                                                 |
|  | Флаг Англии · Флаг Великобритании                  | Кип Сабиан                                         | 14:10 Удержание                                    |                  | Флаг США        | Дастин Роудс                            | 22:45 Удержание                         |                                         |  |  |                                                 |                                                 |                                                 |                                                 |                                                 |
|  |                                                    |                                                    |                                                    |                  | Флаг США        | Дастин Роудс                            | 22:45 Удержание                         |                                         |  |  |                                                 |                                                 |                                                 |                                                 |                                                 |
|  |                                                    | Флаг США                                           | Лэнс Арчер                                         | Проходит в финал |                 |                                         |                                         |                                         |  |  |                                                 |                                                 |                                                 |                                                 |                                                 |
|  | Флаг США                                           | Флаг США                                           | Лэнс Арчер                                         | Проходит в финал | Кольт Кабана    | 12:42 Удержание                         |                                         |                                         |  |  |                                                 |                                                 |                                                 |                                                 |                                                 |
|  | Флаг США                                           |                                                    |                                                    |                  | Кольт Кабана    | 12:42 Удержание                         |                                         |                                         |  |  |                                                 |                                                 |                                                 |                                                 |                                                 |
|  | Флаг США                                           | Лэнс Арчер                                         | Проходит в полуфинал                               |                  |                 |                                         |                                         |                                         |  |  |                                                 |                                                 |                                                 |                                                 |                                                 |

## История титула

### Действующий чемпион TNT AEW
На 13 июля 2025 года действующий чемпион — Джек Перри, который держит титул чемпиона TNT в первый раз.

### Список чемпионов
По состоянию на 13 июля 2025 года титулом владело пятеро чемпионов.
| BX | Помеченные чемпионства, являются временными. |

### По количеству дней владения титулом
| №  | Рестлер         | Фото | Дата                  | Статистика | Статистика          | Статистика                   | Город                                   | Шоу | Примечания | Ссылки                         |
| №  | Рестлер         | Фото | Дата                  | К.Ч.       | Дней                | AEW                          | Город                                   | Шоу | Примечания | Ссылки                         |
| -- | --------------- | ---- | --------------------- | ---------- | ------------------- | ---------------------------- | --------------------------------------- | --- | --- | ------------------------------ |
| 1  | Коди            |      | 23 мая 2020 года      | 1          | 82                  | 91                           | Джэксонвилл, Флорида, США               | Double or Nothing (2020) | Победил Лэнса Арчера в финале турнира и стал первым чемпионом.                                                                                        | [ 13 ] [ 35 ]                  |
| 2  | Мистер Броди Ли |      | 13 августа 2020 года  | 1          | 55                  | 46                           | Джэксонвилл, Флорида, США               | Dynamite | Трансляция состоялась 22 августа 2020 года. | [ 36 ]                         |
| 3  | Коди/Коди Роудс |      | 7 октября 2020 года   | 2          | 31                  | 31                           | Джэксонвилл, Флорида, США               | Спец выпуск Dynamite | Победил Броди Ли на спец выпуске AEW Dynamite 30 лет карьеры Криса Джерико Матч в котором оппоненты были пристёгнуты друг к другу цепью с ошейниками. | [ 17 ]                         |
| 4  | Дарби Аллин     |      | 7 ноября 2020 года    | 1          | 186                 | 186                          | Джэксонвилл, Флорида, США               | Full Gear (2020) | Поединок один на один После матча на обоих напали Брайан Кейдж и Рики Старкс.                                                                         | [ 37 ]                         |
| 5  | Миро            |      | 12 мая 2021 года      | 1          | 140                 | 140                          | Джэксонвилл, Флорида, США               | Dynamite | Дарби Аллина сопровождал Стинг. Миро до начала матча напал на Дарби. На Стинга напали Итан Пейдж и Скорпио Скай, на помощь выбежал Темный Орден.      | [ 38 ]                         |
| 6  | Сэмми Гевара    |      | 29 сентября 2021 года | 1          | 84                  | 87                           | Рочестер, Нью-Йорк, США                 | Dynamite | Фуэго Дель Сол вмешивался в матч отвлекая Миро | [ 39 ]                         |
| 7  | Коди Роудс      |      | 22 декабря 2021 года  | 3          | 35                  | 32                           | Гринсборо, Северная Каролина, США       | Спец выпуск Rampage Holiday Bash (2021) | Трансляция состоялась 25 декабря 2021 года. | [ 40 ]                         |
| В1 | Сэмми Гевара    |      | 8 января 2022 года    | —(2)       | 18                  | —                            | Шарлотт, Северная Каролина, США         | AEW Battle of the Belts | Победил Дастина Роудса и стал временным чемпионом. Коди Роудс числится чемпионом не перестал.                                                         | [ 41 ] [ Прим. 1 ] [ Прим. 2 ] |
| 8  | Сэмми Гевара    |      | 26 января 2022 года   | 2          | 42                  | Кливленд, Огайо, США         | Спец выпуск Dynamite Beach Break (2022) | Матч с лестницами, чемпион против чемпиона. Для выявления одного, бесспорного чемпиона TNT.                                                          | [ 42 ] [ Прим. 3 ] |                                |
| 9  | Скорпио Скай    |      | 9 марта 2022          | 1-е        | 37                  | Форт-Майерс Флорида США      | Dynamite                                | Победил Сэмми Гевару на шоу Dynamite | [ 43 ] |                                |
| 10 | Сэмми Гевара    |      | 15 апреля 2022 года   | 3          | 12                  | Гарленд Техас США            | Battle of the Belts II                  | Отобрал титул в реванше у Скорпио Ская на шоу Battle of the Belts                                                                                    | [ 44 ] |                                |
| 11 | Скорпио Скай    |      | 27 апреля 2022 года   | 2          | 27 апреля 2022 года | Филадельфия Пенсильвания США | Dynamite                                | Забрал титул у Сэмми Гевары в лестничном матче | [ 45 ] |                                |
| 12 | Уордлоу         |      | 6 июля 2022 года      | 1          | 136                 | Рочестер Нью-Йорк США        | Dynamite                                | Отобрал титул у Скорпио Ская на Dynamite | [ 46 ] |                                |
| 13 | Самоа Джо       |      | 19 ноября 2022 года   | 1          | 46                  | Ньюарк Нью-Джерси США        | Full Gear                               | Отобрал титул в трёхстороннем матче у Уордлоу и Паурхауэс Хоббс                                                                                      | [ 47 ] |                                |
| 14 | Дарби Аллин     |      | 4 января 2023 года    | 1          | 28                  | Сиэтл Вашингтон США          | Dynamite                                | Отобрал титул у Самоа Джо | [ 48 ] |                                |
| 15 | Самоа Джо       |      | 4 февраля 2023 года   | 2          | 32                  | Дейтон Огайо США             | Dynamite                                | Взял титул в матче-реванше против Дарби Аллина | [ 49 ] |                                |
| 16 | Уордлоу         |      | 5 марта 2023 года     | 2          | 3                   | Питтсбург [Пенсильвания] США | Revolution                              | Победил Самоа Джо на PPV | [ 50 ] |                                |
| 17 | Пауэрхаус Хоббс |      | 8 марта 2023 года     | 1          | 42                  | Сакраменто Калифорния США    | Dynamite                                | Забрал титул у Уордлоу | [ 51 ] |                                |
| 18 | Уордлоу         |      | 19 апреля 2023 года   | 3          | 59                  | Питтсбург [Пенсильвания] США | Dynamite                                | Вернул титул в матче-реванше | [ 52 ] |                                |
| 19 | Лучазавр        |      | 17 июня 2023 года     | 1          | 98                  | Чикаго Иллинойс США          | Collusion                               | Выйграл титул на первом еженедельнике с помощью Кристиана Кейджа                                                                                     | [ 53 ] |                                |
| 20 | Кристиан Кейдж  |      | 23 сентября 2023 года | 1          | 98                  | Гранд-Рапидс Мичиган США     | Collusion                               | Забрал титул в трёхстороннем против Дарби Аллина и Лучазавра. Лучазавр на тот момент был протеже Кристиана Кейджа и помог ему в победе.              | [ 54 ] |                                |
| 21 | Адам Коупленд   |      | 30 декабря 2023 года  | 1          | <1                  | Юниондейл Нью-Йорк США       | Worlds End                              | Победил в матче без дисквалификации против Кристиана Кейджа.                                                                                         | [ 55 ] |                                |
| 22 | Кристиан Кейдж  |      | 30 декабря 2023 года  | 2          | 81                  | Юниондейл Нью-Йорк США       | Worlds End                              | После матча избил новоиспечённого чемпиона Адама Коупленда, взял контракт на право драться за чемпионство TNT у Лучазавра и стал новым чемпионом TNT | [ 55 ] |                                |
| 22 | Адам Коупленд   |      | 20 марта 2024 года    | 2          | 33+                 | Торо́нто Онтарио Канада       | Dynamite                                | Победил Кристиана Кейджа в матче по правилам «Я сдаюсь» заставив сдаться последнего                                                                  | [ 56 ] |                                |

| Символ | Значение            |
| ------ | ------------------- |
| X+     | Действующий чемпион |

На 13 июля 2025 года